# ريغا مصطفى
ريغا مصطفى (بالهولندية: Riga Mustapha)‏ (مواليد 10 أكتوبر 1981 في أكرا - غانا) لاعب كرة قدم هولندي يلعب حاليا لصالح نادي الدرجة الممتازة بولتون واندررز الإنجليزي منذ 2008 في مركز الجناح الأيمن كما يجيد اللعب في مركز المهاجم .

## روابط خارجية
- ريغا مصطفى على موقع قاعدة بيانات كرة القدم.إي يو (الإنجليزية)
- ريغا مصطفى على موقع ليكيب (الفرنسية)
- ريغا مصطفى على موقع Soccerbase.com (لاعب) (الإنجليزية)
- ريغا مصطفى على موقع Soccerway.com (الإنجليزية)
- ريغا مصطفى على موقع عالم كرة القدم.نت (الإنجليزية)